# Coniopteryx obscura
Coniopteryx obscura là một loài côn trùng trong họ Coniopterygidae thuộc bộ Neuroptera. Loài này được Navás miêu tả năm 1934.